# Steff da Campo
Steffen Johannes de Vries (Leeuwarden, 30 mei 1979) is een Nederlandse producer en dj, die doorgaans zijn muziek bij Spinnin' Records uitbrengt.  
Onder zijn artiestennaam Steff da Campo is hij actief als producer en dj. Zelf beschrijft hij zijn sound als een 'combinatie tussen future house en groovy bass house.' De karakteristieke house-stijl van De Vries wordt, door zijn producties die doorgaans goed werken in clubs & festivals, veel gewaardeerd en gedraaid door collega-DJ's, tijdens hun sets. Dit werd nog eens bevestigd door Steffs #12 notering in de 1001tracklists.com Producers Top 101: een ranglijst gebaseerd op het unieke aantal DJ's die andermans platen afspeelt in hun eigen sets. Hij liet daarmee namen achter zich als Martin Garrix, Hardwell, en DJ Snake. (gebaseerd op DJ-support) 
Singlesucces was er met nummers als Make Me Feel (uitgebracht op Don Diablo's label Hexagon Records), Alright, en meer recentelijk Renegade, en Why Boy (alle drie uitgebracht op Spinnin' Records).   
In 2020 bracht Steff da Campo een officiële remix uit van Hi_Tack's 'Say Say Say (Waiting 4 U)' samen met 71 Digits, die uitgroeide tot een hit in Frankrijk. De track bereikte de hitlijsten van onder andere NRJ, Fun Radio, en de Top 50 van Spotify in Frankrijk.

## Discografie

### Singles
2016
- Steff da Campo - Get Busy
- Steff da Campo, Raven & Kreyn - Chicago
- Steff da Campo - Alright
- Steff da Campo - How It Goes
- Steff da Campo & The Antidote - Home (Magnificence Edit)
- Steff da Campo - Come Back And Stay

2017
- Steff da Campo & Bart B More - Jump! ft. Simon Franks
- Steff da Campo - Make It Roll
- Steff da Campo & Julian Jordan - Night of the Crowd
- Steff da Campo & Lucky Charmes - Come Again

2018
- Steff da Campo & Siks - Make Me Feel
- Steff da Campo & Aevion - Keep On Rockin'
- Steff da Campo ft. Mingue - Into The Groove
- Steff da Campo & Magnificence - Out Of My Mind
- Steff da Campo & twoloud - House Party
- Steff da Campo - Deeper Love
- Steff da Campo ft. Snoop Dogg - Bang With The O
- Steff da Campo & SMACK ft. Kiyoshi - Count That (R3hab edit)
- Steff da Campo & Robbie Mendez - Invincible
- Steff da Campo & Dave Crusher - September

2019
- Steff da Campo & G-Pol - In My Mind (KIIDA edit)
- Steff da Campo & Lost Capital - Kick Some Ass
- Steff da Campo & Tommy Jayden - Gin & Vodka
- Steff da Campo & David Puentez - Everybody
- Steff da Campo & Dave Crusher - Why Boy
- Steff da Campo & KARSTEN - Wasted Time
- Steff da Campo & Tim Hox - Break It Down
- Steff da Campo & musicbylukas - Push
- Steff da Campo & SMACK - Renegade
- Steff da Campo - In & Out My Life

2020
- Steff da Campo & Dave Crusher - Get Down
- Laidback Luke & Steff Da Campo - We Found Love
- Steff da Campo & Mordkey - Little Bit Love
- Steff da Campo - Saving Your Soul
- Steff da Campo & David Puentez - Fresh
- Steff da Campo & The Farm - All Together Now
- Steff da Campo x SMACK - Struggle (feat. A.D.O.R.)
- Steff da Campo & Tony Junior - Live Your Life

2021
- Steff da Campo & Brieuc - Closer

### Remixes
2018
- Tujamo - Body Language (Steff da Campo Remix)
- Gregor Salto ft. Red- Looking Good (Gregor Salto & Steff da Campo Remix)
- Dada Life - Higher Than The Sun (Steff da Campo Remix)
- R3HAB & Mike Williams - Lullaby (Steff da Campo Remix)
- OTHER ft. Nana the Writer - Missing (Steff da Campo Remix)
- Morgan Page - The Longest Road (Steff da Campo Remix)

2019
- Cash Cash ft. Nasri from MAGIC! - Call You (Steff da Campo Remix)
- Galantis ft. OneRepublic - Bones (Steff da Campo Remix)
- Jonas Blue & HRVY - Younger (Steff da Campo Remix)
- The Knocks - No Requests - (Steff da Campo Remix)
- Joe Stone - Nothing Else (When I Think Of You) [Steff da Campo Remix]

2020
- Galantis - Holy Water (Steff da Campo Remix)
- DJ Kuba & Neitan - Feel The Vibe (Steff da Campo Remix)
- Morgan Page & Mark Sixma - Our Song (Steff da Campo Remix)
- Hi_Tack - Say Say Say (Waiting 4 U) [Steff da Campo x 71 Digits Remix]
- Hi_Tack - Say Say Say (Waiting 4 U) [Steff da Campo Remix]